# Torneo de las Seis Naciones

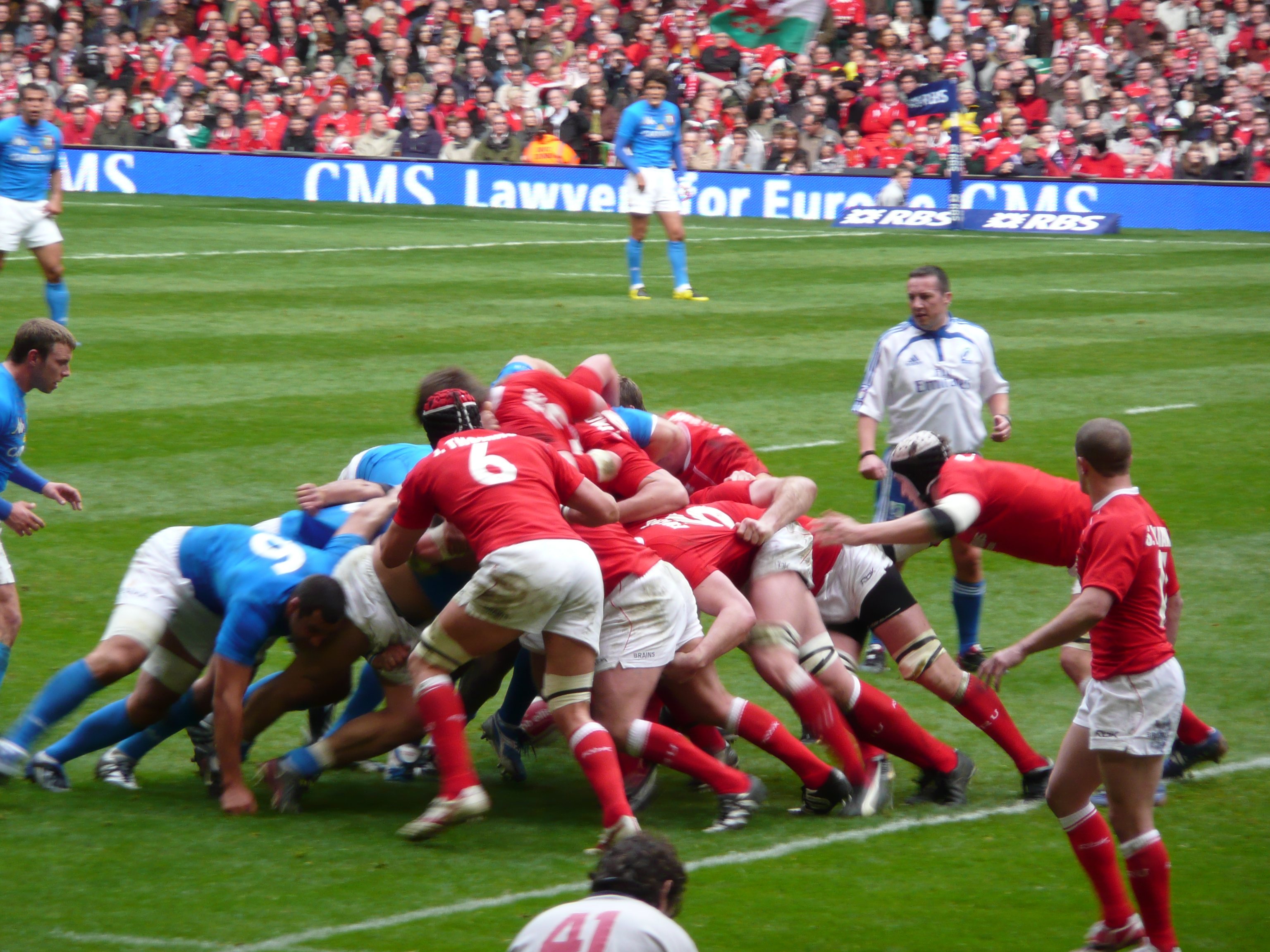
Partido entre Italia y Gales por el Torneo de las Seis Naciones 2008.

El Torneo de las Seis Naciones, nombre en inglés como Six Nations Championship, es un torneo internacional y anual (privado) de rugby entre las selecciones nacionales (ordenadas alfabéticamente) de Escocia, Francia, Gales, Inglaterra, Irlanda e Italia, que son las más poderosas de Europa, por lo que el campeón del torneo es proclamado informalmente como campeón del continente.
La edición inaugural se disputó de 1882 a 1883 entre las cuatro naciones del Reino Unido. Francia se unió al certamen entre 1910 y 1931, para luego reincorporarse definitivamente en 1947. Por último se sumó Italia en el 2000, adoptándose el nombre actual.
Hasta la finalización de la edición 2025, Inglaterra lidera el historial del Seis Naciones con 29 títulos, seguido por Gales con 28, Francia con 19, Escocia e Irlanda con 15. El mejor resultado de Italia ha sido el cuarto puesto.

## Historia
El Torneo de las Seis Naciones toma el relevo del Torneo de las Cinco Naciones, quien a su vez era heredero de un torneo entre cuatro equipos. Desde 1996, el Torneo otorga oficialmente (hasta entonces era oficioso) el título de Campeón de Europa.
Dentro del torneo se disputan otros títulos, que se definen según los resultados de ciertos partidos. Los más antiguos son la Copa Calcuta (que se disputa entre Inglaterra y Escocia) y la Triple Corona (que se otorga al equipo de las islas británicas que se imponga a los otros tres) se siguen disputando.
Mucho más recientes son el Millennium Trophy, que premia al vencedor del partido entre Inglaterra e Irlanda, el Trofeo Eurostar para el vencedor del partido entre Francia e Inglaterra, el Centenary Quaich para el vencedor del partido entre Escocia e Irlanda y el Trofeo Giuseppe Garibaldi al vencedor del encuentro entre Italia y Francia.
Además, el Grand Slam es la guinda del pastel del vencedor del torneo: lo obtiene el equipo que gana todos los partidos. Por el contrario, la cuchara de madera es la triste recompensa virtual del equipo que pierde todos los partidos.
El Torneo ha sufrido algunas crisis forzadas por el problema irlandés. Además de la interrupción de la competición en 1972 tras la masacre de Derry, se acordó no volver a interpretar el himno Dios salve a la reina durante la presentación de los equipos a lo largo de un cuarto de siglo. Para no irritar a los ingleses tampoco se interpretó La Marsellesa antes de los partidos que Francia disputaba en Dublín. Para compensar tampoco se interpretaba el himno irlandés en los desplazamientos del equipo del trébol. No se volvió a la normalidad hasta 1997.

### Línea de tiempo
- 1883: primera edición de la competición integrando a los cuatro equipos de las islas británicas: Irlanda, Escocia, País de Gales e Inglaterra.
- 1910: se admite a Francia en el Torneo.
- 1915-1919: la competición se cancela debido a la Primera Guerra Mundial.
- 1931: Francia es excluida, acusada de profesionalismo.
- 1940-1946: la competición se cancela debido a la Segunda Guerra Mundial.
- 1947: se reanuda el Torneo tras la Segunda Guerra Mundial, incorporando de nuevo a Francia.
- 1996: es el primer Torneo de la era profesional, por lo que se convierte (oficialmente) en Campeonato de Europa de Rugby. Desde ese momento los títulos no se comparten en caso de igualdad a puntos; la clasificación prima la mejor diferencia entre puntos marcados y puntos encajados.
- 2000: El equipo de Italia se une al Torneo.

## Formato
El triunfo en el torneo se obtiene por la mayor cantidad de puntos obtenidos. Hasta 2016, NO se aplicaba el sistema de puntajes para competencias establecidos por la World Rugby sino que, por tradición, se aplicaba el siguiente:
- 4 puntos por ganar un partido.
- 2 puntos por empatar un partido.
- 0 puntos por perder un partido.

Nota: Existen los puntos bonus. 1 punto por conseguir 4 tries o más y 1 punto si pierdes por 7 o menos puntos.
Si hay empate en puntos al finalizar el campeonato, se definirá con los siguientes criterios de desempate:
1. Mayor cantidad de victorias en el actual torneo.
2. Mayor margen de puntos a favor y en contra en el torneo.
3. Más tries anotados.

Desde 2017 se aplica el puntaje del World Rugby, con 3 puntos más para el equipo que gana todos sus partidos.

## Las seis naciones

Países participantes en el Torneo de las Seis Naciones

| País       | Vestimenta          | Estadio                             | Símbolo           |
| ---------- | ------------------- | ----------------------------------- | ----------------- |
| Escocia    | Azul                | Murrayfield (Edimburgo)             | Cardo             |
| Francia    | Azul, blanca y roja | Stade de France (París-Saint-Denis) | Gallo             |
| Gales      | Roja                | Millennium Stadium (Cardiff)        | Dragón            |
| Inglaterra | Blanca              | Twickenham (Londres)                | Rosa de Lancaster |
| Irlanda    | Verde               | Aviva Stadium (Dublín)              | Trébol            |
| Italia     | Azul y blanca       | Stadio Olímpico (Roma)              | Corona de laurel  |

## Historial de Campeones
Premios especiales
- Grand Slam (a partir de 1908): Se entrega al equipo que gana todos los partidos.
- Triple Corona (a partir de 1883): Se otorga al equipo de las islas británicas que se imponga a los otros tres.
- Copa Calcuta (a partir de 1883): Se disputa entre  Inglaterra y  Escocia.
- Millennium Trophy (a partir de 1989): Se disputa entre  Inglaterra e  Irlanda.
- Centenary Quaich (a partir de 1989): Se disputa entre  Escocia e  Irlanda.
- Trofeo Auld Alliance (a partir de 2018): Se disputa entre  Escocia y  Francia.
- Copa Doddie Weir (a partir de 2019): Se disputa entre  Escocia y  Gales.
- Trofeo Garibaldi (a partir de 2007): Se disputa entre  Francia e  Italia.
- Cuttitta Cup (a partir de 2022): Se disputa entre  Italia y  Escocia.
- Cuchara de madera (a partir del 2000): Se entrega al equipo que pierde todos los partidos en la edición.

### Home Nations (Cuatro Naciones) 1883-1909
| Home Nations 1883-1909 |                      |               |                         |                         |
| Año                    | Campeón              | Grand Slam    | Triple Corona           | Copa Calcuta            |
| 1883                   | Inglaterra           | No se disputó | Inglaterra              | Inglaterra              |
| 1884                   | Inglaterra           | No se disputó | Inglaterra              | Inglaterra              |
| 1885                   | No se completó       | No se disputó | No se completó          | No se completó          |
| 1886                   | Inglaterra y Escocia | No se disputó | –                       | –                       |
| 1887                   | Escocia              | No se disputó | –                       | –                       |
| 1888                   | No se completó       | No se disputó | Inglaterra no participó | Inglaterra no participó |
| 1889                   | No se completó       | No se disputó | Inglaterra no participó | Inglaterra no participó |
| 1890                   | Inglaterra y Escocia | No se disputó | –                       | Inglaterra              |
| 1891                   | Escocia              | No se disputó | Escocia                 | Escocia                 |
| 1892                   | Inglaterra           | No se disputó | Inglaterra              | Inglaterra              |
| 1893                   | Gales                | No se disputó | Gales                   | Escocia                 |
| 1894                   | Irlanda              | No se disputó | Irlanda                 | Escocia                 |
| 1895                   | Escocia              | No se disputó | Escocia                 | Escocia                 |
| 1896                   | Irlanda              | No se disputó | –                       | Escocia                 |
| 1897                   | No se completó       | No se disputó | No se completó          | Inglaterra              |
| 1898                   | No se completó       | No se disputó | No se completó          | No se completó          |
| 1899                   | Irlanda              | No se disputó | Irlanda                 | Escocia                 |
| 1900                   | Gales                | No se disputó | Gales                   | –                       |
| 1901                   | Escocia              | No se disputó | Escocia                 | Escocia                 |
| 1902                   | Gales                | No se disputó | Gales                   | Inglaterra              |
| 1903                   | Escocia              | No se disputó | Escocia                 | Escocia                 |
| 1904                   | Escocia              | No se disputó | –                       | Escocia                 |
| 1905                   | Gales                | No se disputó | Gales                   | Escocia                 |
| 1906                   | Irlanda y Gales      | No se disputó | –                       | Inglaterra              |
| 1907                   | Escocia              | No se disputó | Escocia                 | Escocia                 |
| 1908                   | Gales                | Gales         | Gales                   | Escocia                 |
| 1909                   | Gales                | Gales         | Gales                   | Escocia                 |

### Cinco Naciones 1910-1931
| Cinco Naciones 1910-1931 (entra Francia) |                                                 |                                                 |                                                 |                                                 |
| Año                                      | Campeón                                         | Grand Slam                                      | Triple Corona                                   | Copa Calcuta                                    |
| 1910                                     | Inglaterra                                      | –                                               | –                                               | Inglaterra                                      |
| 1911                                     | Gales                                           | Gales                                           | Gales                                           | Inglaterra                                      |
| 1912                                     | Irlanda e Inglaterra                            | –                                               | –                                               | Escocia                                         |
| 1913                                     | Inglaterra                                      | Inglaterra                                      | Inglaterra                                      | Inglaterra                                      |
| 1914                                     | Inglaterra                                      | Inglaterra                                      | Inglaterra                                      | Inglaterra                                      |
| 1915–19                                  | No disputado debido a la Primera Guerra Mundial | No disputado debido a la Primera Guerra Mundial | No disputado debido a la Primera Guerra Mundial | No disputado debido a la Primera Guerra Mundial |
| 1920                                     | Escocia, Gales e Inglaterra                     | –                                               | –                                               | Inglaterra                                      |
| 1921                                     | Inglaterra                                      | Inglaterra                                      | Inglaterra                                      | Inglaterra                                      |
| 1922                                     | Gales                                           | –                                               | –                                               | Inglaterra                                      |
| 1923                                     | Inglaterra                                      | Inglaterra                                      | Inglaterra                                      | Inglaterra                                      |
| 1924                                     | Inglaterra                                      | Inglaterra                                      | Inglaterra                                      | Inglaterra                                      |
| 1925                                     | Escocia                                         | Escocia                                         | Escocia                                         | Escocia                                         |
| 1926                                     | Irlanda y Escocia                               | –                                               | –                                               | Escocia                                         |
| 1927                                     | Irlanda y Escocia                               | –                                               | –                                               | Escocia                                         |
| 1928                                     | Inglaterra                                      | Inglaterra                                      | Inglaterra                                      | Inglaterra                                      |
| 1929                                     | Escocia                                         | –                                               | –                                               | Escocia                                         |
| 1930                                     | Inglaterra                                      | –                                               | –                                               | –                                               |
| 1931                                     | Gales                                           | –                                               | –                                               | Escocia                                         |

### Home Nations (Cuatro Naciones) 1932-1939
| Home Nations 1932-1939 (sale Francia) |                             |            |               |              |
| Año                                   | Campeón                     | Grand Slam | Triple Corona | Copa Calcuta |
| 1932                                  | Inglaterra, Irlanda y Gales | –          | –             | Inglaterra   |
| 1933                                  | Escocia                     | –          | Escocia       | Escocia      |
| 1934                                  | Inglaterra                  | –          | Inglaterra    | Inglaterra   |
| 1935                                  | Irlanda                     | –          | –             | Escocia      |
| 1936                                  | Gales                       | –          | –             | Inglaterra   |
| 1937                                  | Inglaterra                  | –          | Inglaterra    | Inglaterra   |
| 1938                                  | Escocia                     | –          | Escocia       | Escocia      |
| 1939                                  | Inglaterra, Irlanda y Gales | –          | –             | Inglaterra   |

### Cinco Naciones 1940-1999
| Cinco Naciones 1940-1999 (entra Francia) |                                                 |                                                 |                                                 |                                                 |                                                 |                                                 |
| Año                                      | Campeón                                         | Grand Slam                                      | Triple Corona                                   | Copa Calcuta                                    | Millennium Trophy                               | Centenary Quaich                                |
| 1940-46                                  | No disputado debido a la Segunda Guerra Mundial | No disputado debido a la Segunda Guerra Mundial | No disputado debido a la Segunda Guerra Mundial | No disputado debido a la Segunda Guerra Mundial | No disputado debido a la Segunda Guerra Mundial | No disputado debido a la Segunda Guerra Mundial |
| 1947                                     | Inglaterra y Gales                              | –                                               | –                                               | Inglaterra                                      | No se disputó                                   | No se disputó                                   |
| 1948                                     | Irlanda                                         | Irlanda                                         | Irlanda                                         | Escocia                                         | No se disputó                                   | No se disputó                                   |
| 1949                                     | Irlanda                                         | –                                               | Irlanda                                         | Inglaterra                                      | No se disputó                                   | No se disputó                                   |
| 1950                                     | Gales                                           | Gales                                           | Gales                                           | Escocia                                         | No se disputó                                   | No se disputó                                   |
| 1951                                     | Irlanda                                         | –                                               | –                                               | Inglaterra                                      | No se disputó                                   | No se disputó                                   |
| 1952                                     | Gales                                           | Gales                                           | Gales                                           | Inglaterra                                      | No se disputó                                   | No se disputó                                   |
| 1953                                     | Inglaterra                                      | –                                               | –                                               | Inglaterra                                      | No se disputó                                   | No se disputó                                   |
| 1954                                     | Inglaterra, Francia y Gales                     |                                                 | Inglaterra                                      | Inglaterra                                      | No se disputó                                   | No se disputó                                   |
| 1955                                     | Francia y Gales                                 | –                                               | –                                               | Inglaterra                                      | No se disputó                                   | No se disputó                                   |
| 1956                                     | Gales                                           | –                                               | –                                               | Inglaterra                                      | No se disputó                                   | No se disputó                                   |
| 1957                                     | Inglaterra                                      | Inglaterra                                      | Inglaterra                                      | Inglaterra                                      | No se disputó                                   | No se disputó                                   |
| 1958                                     | Inglaterra                                      | –                                               | –                                               | –                                               | No se disputó                                   | No se disputó                                   |
| 1959                                     | Francia                                         | –                                               | –                                               | –                                               | No se disputó                                   | No se disputó                                   |
| 1960                                     | Inglaterra y Francia                            | –                                               | Inglaterra                                      | Inglaterra                                      | No se disputó                                   | No se disputó                                   |
| 1961                                     | Francia                                         | –                                               | –                                               | Inglaterra                                      | No se disputó                                   | No se disputó                                   |
| 1962                                     | Francia                                         | –                                               | –                                               | –                                               | No se disputó                                   | No se disputó                                   |
| 1963                                     | Inglaterra                                      | –                                               | –                                               | Inglaterra                                      | No se disputó                                   | No se disputó                                   |
| 1964                                     | Escocia y Gales                                 | –                                               | –                                               | Escocia                                         | No se disputó                                   | No se disputó                                   |
| 1965                                     | Gales                                           | –                                               | Gales                                           | –                                               | No se disputó                                   | No se disputó                                   |
| 1966                                     | Gales                                           | –                                               | –                                               | Escocia                                         | No se disputó                                   | No se disputó                                   |
| 1967                                     | Francia                                         | –                                               | –                                               | Inglaterra                                      | No se disputó                                   | No se disputó                                   |
| 1968                                     | Francia                                         | Francia                                         | –                                               | Inglaterra                                      | No se disputó                                   | No se disputó                                   |
| 1969                                     | Gales                                           | –                                               | Gales                                           | Inglaterra                                      | No se disputó                                   | No se disputó                                   |
| 1970                                     | Francia y Gales                                 | –                                               | –                                               | Escocia                                         | No se disputó                                   | No se disputó                                   |
| 1971                                     | Gales                                           | Gales                                           | Gales                                           | Escocia                                         | No se disputó                                   | No se disputó                                   |
| 1972                                     | No se completó                                  | No se completó                                  | No se completó                                  | Escocia                                         | No se disputó                                   | No se disputó                                   |
| 1973                                     | Inglaterra, Francia, Irlanda, Escocia y Gales   | –                                               | –                                               | Inglaterra                                      | No se disputó                                   | No se disputó                                   |
| 1974                                     | Irlanda                                         | –                                               | –                                               | Escocia                                         | No se disputó                                   | No se disputó                                   |
| 1975                                     | Gales                                           | –                                               | –                                               | Inglaterra                                      | No se disputó                                   | No se disputó                                   |
| 1976                                     | Gales                                           | Gales                                           | Gales                                           | Escocia                                         | No se disputó                                   | No se disputó                                   |
| 1977                                     | Francia                                         | Francia                                         | Gales                                           | Inglaterra                                      | No se disputó                                   | No se disputó                                   |
| 1978                                     | Gales                                           | Gales                                           | Gales                                           | Inglaterra                                      | No se disputó                                   | No se disputó                                   |
| 1979                                     | Gales                                           | –                                               | Gales                                           | –                                               | No se disputó                                   | No se disputó                                   |
| 1980                                     | Inglaterra                                      | Inglaterra                                      | Inglaterra                                      | Inglaterra                                      | No se disputó                                   | No se disputó                                   |
| 1981                                     | Francia                                         | Francia                                         | –                                               | Inglaterra                                      | No se disputó                                   | No se disputó                                   |
| 1982                                     | Irlanda                                         | –                                               | Irlanda                                         | –                                               | No se disputó                                   | No se disputó                                   |
| 1983                                     | Francia e Irlanda                               | –                                               | –                                               | Escocia                                         | No se disputó                                   | No se disputó                                   |
| 1984                                     | Escocia                                         | Escocia                                         | Escocia                                         | Escocia                                         | No se disputó                                   | No se disputó                                   |
| 1985                                     | Irlanda                                         | –                                               | Irlanda                                         | Inglaterra                                      | No se disputó                                   | No se disputó                                   |
| 1986                                     | Francia y Escocia                               | –                                               | –                                               | Escocia                                         | No se disputó                                   | No se disputó                                   |
| 1987                                     | Francia                                         | Francia                                         | –                                               | Inglaterra                                      | No se disputó                                   | No se disputó                                   |
| 1988                                     | Francia y Gales                                 | –                                               | Gales                                           | Inglaterra                                      | No se disputó                                   | No se disputó                                   |
| 1989                                     | Francia                                         | –                                               | –                                               | –                                               | Inglaterra                                      | Escocia                                         |
| 1990                                     | Escocia                                         | Escocia                                         | Escocia                                         | Escocia                                         | Inglaterra                                      | Escocia                                         |
| 1991                                     | Inglaterra                                      | Inglaterra                                      | Inglaterra                                      | Inglaterra                                      | Inglaterra                                      | Escocia                                         |
| 1992                                     | Inglaterra                                      | Inglaterra                                      | Inglaterra                                      | Inglaterra                                      | Inglaterra                                      | Escocia                                         |
| 1993                                     | Francia                                         | –                                               | –                                               | Inglaterra                                      | Irlanda                                         | Escocia                                         |
| 1994                                     | Gales                                           | –                                               | –                                               | Inglaterra                                      | Irlanda                                         | –                                               |
| 1995                                     | Inglaterra                                      | Inglaterra                                      | Inglaterra                                      | Inglaterra                                      | Inglaterra                                      | Escocia                                         |
| 1996                                     | Inglaterra                                      | –                                               | Inglaterra                                      | Inglaterra                                      | Inglaterra                                      | Escocia                                         |
| 1997                                     | Francia                                         | Francia                                         | Inglaterra                                      | Inglaterra                                      | Inglaterra                                      | Escocia                                         |
| 1998                                     | Francia                                         | Francia                                         | Inglaterra                                      | Inglaterra                                      | Inglaterra                                      | Escocia                                         |
| 1999                                     | Escocia                                         | –                                               | –                                               | Inglaterra                                      | Inglaterra                                      | Escocia                                         |

### Seis Naciones 2000- presente
| Seis Naciones 2000 - actualidad (entra Italia) |            |            |               |              |                   |                  |                           |                      |                  |               |                   |
| Año                                            | Campeón    | Grand Slam | Triple Corona | Copa Calcuta | Millennium Trophy | Centenary Quaich | Trofeo Giuseppe Garibaldi | Trofeo Auld Alliance | Copa Doddie Weir | Cuttitta Cup  | Cuchara de madera |
| 2000                                           | Inglaterra | –          | –             | Escocia      | Inglaterra        | Irlanda          | No se disputó             | No se disputó        | No se disputó    | No se disputó | Italia            |
| 2001                                           | Inglaterra | –          | –             | Inglaterra   | Irlanda           | Escocia          | No se disputó             | No se disputó        | No se disputó    | No se disputó | Italia            |
| 2002                                           | Francia    | Francia    | Inglaterra    | Inglaterra   | Inglaterra        | Irlanda          | No se disputó             | No se disputó        | No se disputó    | No se disputó | Italia            |
| 2003                                           | Inglaterra | Inglaterra | Inglaterra    | Inglaterra   | Inglaterra        | Irlanda          | No se disputó             | No se disputó        | No se disputó    | No se disputó | Gales             |
| 2004                                           | Francia    | Francia    | Irlanda       | Inglaterra   | Irlanda           | Irlanda          | No se disputó             | No se disputó        | No se disputó    | No se disputó | Escocia           |
| 2005                                           | Gales      | Gales      | Gales         | Inglaterra   | Irlanda           | Irlanda          | No se disputó             | No se disputó        | No se disputó    | No se disputó | Italia            |
| 2006                                           | Francia    | –          | Irlanda       | Escocia      | Irlanda           | Irlanda          | No se disputó             | No se disputó        | No se disputó    | No se disputó | –                 |
| 2007                                           | Francia    | –          | Irlanda       | Inglaterra   | Irlanda           | Irlanda          | Francia                   | No se disputó        | No se disputó    | No se disputó | –                 |
| 2008                                           | Gales      | Gales      | Gales         | Escocia      | Inglaterra        | Irlanda          | Francia                   | No se disputó        | No se disputó    | No se disputó | –                 |
| 2009                                           | Irlanda    | Irlanda    | Irlanda       | Inglaterra   | Irlanda           | Irlanda          | Francia                   | No se disputó        | No se disputó    | No se disputó | Italia            |
| 2010                                           | Francia    | Francia    | –             | Inglaterra   | Irlanda           | Escocia          | Francia                   | No se disputó        | No se disputó    | No se disputó | –                 |
| 2011                                           | Inglaterra | –          | –             | Inglaterra   | Irlanda           | Irlanda          | Italia                    | No se disputó        | No se disputó    | No se disputó | –                 |
| 2012                                           | Gales      | Gales      | Gales         | Inglaterra   | Inglaterra        | Irlanda          | Francia                   | No se disputó        | No se disputó    | No se disputó | Escocia           |
| 2013                                           | Gales      | –          | –             | Inglaterra   | Inglaterra        | Escocia          | Italia                    | No se disputó        | No se disputó    | No se disputó | –                 |
| 2014                                           | Irlanda    | –          | Inglaterra    | Inglaterra   | Inglaterra        | Irlanda          | Francia                   | No se disputó        | No se disputó    | No se disputó | Italia            |
| 2015                                           | Irlanda    | –          | –             | Inglaterra   | Irlanda           | Irlanda          | Francia                   | No se disputó        | No se disputó    | No se disputó | Escocia           |
| 2016                                           | Inglaterra | Inglaterra | Inglaterra    | Inglaterra   | Inglaterra        | Irlanda          | Francia                   | No se disputó        | No se disputó    | No se disputó | Italia            |
| 2017                                           | Inglaterra | –          | –             | Inglaterra   | Irlanda           | Escocia          | Francia                   | No se disputó        | No se disputó    | No se disputó | Italia            |
| 2018                                           | Irlanda    | Irlanda    | Irlanda       | Escocia      | Irlanda           | Irlanda          | Francia                   | Escocia              | No se disputó    | No se disputó | Italia            |
| 2019                                           | Gales      | Gales      | Gales         | Escocia      | Inglaterra        | Irlanda          | Francia                   | Francia              | Gales            | No se disputó | Italia            |
| 2020                                           | Inglaterra | –          | Inglaterra    | Inglaterra   | Inglaterra        | Irlanda          | Francia                   | Escocia              | Escocia          | No se disputó | Italia            |
| 2021                                           | Gales      | –          | Gales         | Escocia      | Irlanda           | Irlanda          | Francia                   | Escocia              | Gales            | No se disputó | Italia            |
| 2022                                           | Francia    | Francia    | Irlanda       | Escocia      | Irlanda           | Irlanda          | Francia                   | Francia              | Gales            | Escocia       | –                 |
| 2023                                           | Irlanda    | Irlanda    | Irlanda       | Escocia      | Irlanda           | Irlanda          | Francia                   | Francia              | Escocia          | Escocia       | Italia            |
| 2024                                           | Irlanda    | –          | –             | Escocia      | Inglaterra        | Irlanda          | –                         | Francia              | Escocia          | Italia        | Gales             |
| 2025                                           | Francia    | –          | Irlanda       | Inglaterra   | Irlanda           | Irlanda          | Francia                   | Francia              | Escocia          | Escocia       | Gales             |

### Palmarés
Actualizado hasta la edición 2023.
|                       | Inglaterra | Gales   | Francia | Irlanda | Escocia | Italia |
| --------------------- | ---------- | ------- | ------- | ------- | ------- | ------ |
| Torneos disputados    | 127        | 129     | 94      | 129     | 129     | 23     |
| Títulos (Compartidos) |            |         |         |         |         |        |
| Home Nations          | 4 (2)      | 3 (2)   | –       | 3 (2)   | 2       | –      |
| Cinco Naciones        | 23 (6)     | 23 (8)  | 20 (8)  | 11 (5)  | 11 (6)  | –      |
| Seis Naciones         | 7          | 6       | 7       | 6       | 0       | 0      |
| Títulos en total      | 34 (8)     | 32 (10) | 27 (8)  | 20 (7)  | 13 (8)  | 0 (0)  |
| Grand Slams           |            |         |         |         |         |        |
| Home Nations          | 0          | 2       | –       | 0       | 0       | –      |
| Cinco Naciones        | 11         | 6       | 6       | 1       | 3       | –      |
| Seis Naciones         | 2          | 4       | 4       | 3       | 0       | 0      |
| Total                 | 13         | 12      | 10      | 4       | 3       | 0      |
| Triple Corona         |            |         |         |         |         |        |
| Home Nations          | 5          | 6       | –       | 2       | 7       | –      |
| Cinco Naciones        | 16         | 11      | –       | 4       | 3       | –      |
| Seis Naciones         | 5          | 5       | –       | 5       | 0       | –      |
| Total                 | 26         | 22      | –       | 11      | 10      | –      |
| Cuchara de madera     | 0          | 2       | 0       | 0       | 3       | 13     |
| Copa Calcuta          | 71         | –       | –       | –       | 42      | –      |
| Millennium Trophy     | 20         | –       | –       | 14      | –       | –      |
| Centenary Quaich      | –          | –       | –       | 20      | 14      | –      |
| Trofeo Garibaldi      | –          | –       | 15      | –       | –       | 2      |
| Trofeo Auld Alliance  | –          | –       | 3       | –       | 3       | –      |
| Cuttitta Cup          | –          | –       | –       | –       | 2       | 1      |
| Doddie Weir Cup       | –          | 3       | –       | –       | 3       | –      |

- A partir de 1954, fecha del primer título francés en el Torneo, el equipo de Francia es el que mejor balance ofrece con 25 victorias de las cuales 10 fueron Grand Slams, por delante de Inglaterra (18 victorias con 7 Grand Slams), País de Gales (22 victorias con 7 Grand Slams), Escocia (6 victorias con 2 Grand Slams), Irlanda (9 victorias con 2 Grand Slam) e Italia, que aún no ha ganado nunca. Sin embargo, Gales sigue siendo el equipo con mayor proporción de victorias frente al número de torneos disputados (un 23.2%) frente a Francia (20.7%).

## En la cultura general
- El Torneo sirve de marco a la película Allez France! (1964) de Robert Dhéry. Se cuenta los avatares de unos seguidores franceses en Gran Bretaña.

- A pesar de ser víctima de su entorno, el Torneo presenta una cara mucho más positiva con todos los aficionados que se desplazan a los partidos. La tradición del llamado tercer tiempo (en el que los aficionados —y los propios jugadores— celebran la victoria o lamentan la derrota a veces con más alcohol del conveniente) da una imagen alegre de este deporte. Algunos de estos terceros tiempos del Torneo que siempre reúnen a los jugadores de ambos equipos han hecho historia. Tras la profesionalización de este deporte, a mediados de los 90, los jugadores están menos dispuestos a estas celebraciones.[cita requerida]

- En el cómic Astérix en Bretaña, se habla del "Torneo de las cinco tribus", y Obélix propone que es un "juego interesante, lo llevaremos a nuestro país". En 1966, año del álbum, el torneo aún era de cinco, al no entrar Italia hasta 34 años después.

## Filmografía
- Documental TVE (03/12/2015), «Conexión Vintage - Histórica Final V Naciones 1990» en RTVE.es[3]
- Documental Netflix (22/01/2024), "Seis Naciones, El Corazón del Rugby" en Netflix